# رودلف لیپشیتس
رودلف لیپشیتس (آلمانی: Rudolf Otto Sigismund Lipschitz؛ ۱۴ مهٔ ۱۸۳۲ – ۷ اکتبر ۱۹۰۳) یک ریاضی‌دان آلمانی بود. وی در شاخه‌های آنالیز ریاضی، هندسه دیفرانسیل، نظریه اعداد، جبر و مکانیک کلاسیک از خود آثاری به جا گذاشته است.

## زندگی‌نامه
رودلف لیپشیتس در چهاردهم ماه می ۱۸۳۲ در کونیگسبرگ دیده به جهان گشود. او فرزند یک خانواده زمیندار بود و سالهای کودکی را در زمین‌های تحت مالکیت پدرش در بنکاین در نزدیکی کونیگسبرگ سپری کرد. در ۱۵ سالگی وارد دانشگاه کونیگسبرگ شد اما بعدتر به دانشگاه برلین نقل مکان کرد. در برلین با یوهان پتر گوستاف لوژون دیریکله آشنا شد و تحت نظر او مشغول به پژوهش شد. علی‌رغم تأخیر در تحصیل به علت کسالت، لیپشیتس نهایتاً در سال ۱۸۵۳ با مدرک دکترا از دانشگاه برلین فارغ‌التحصیل شد.
بعد از دریافت مدرک دکترا، لیپشیتس به تدریس در دبیرستان مشغول شد. در سال ۱۸۵۷ وی با «آیدا پاشا» (Ida Pascha)، دختر یکی از زمینداران همسایهٔ زمین‌های پدرش ازدواج کرد. در ۱۸۵۷ به مرتبه شایستگی در دانشگاه بن رسید.